# Hiroto Yamada
Hiroto Yamada (født 7. marts 2000) er en japansk fodboldspiller, som spiller for den japanske fodboldklub Cerezo Osaka.